# Пачарешкој
Пачарешкој (грч. Προάστιο, Проастио) је насељено место у општини Воден у периферији Средишња Македонија, Грчка. Према попису из 2021. године било је 40 становника.
Пачарешкој је било словенско насеље 1924. године када је насељено неколико грчких избегличких породица, укупно 48 особа. На попису из 1928. године село је имало 59 становника.